# Lawrence Taylor
 (juillet 2021).
Si vous disposez d'ouvrages ou d'articles de référence ou si vous connaissez des sites web de qualité traitant du thème abordé ici, merci de compléter l'article en donnant les références utiles à sa vérifiabilité et en les liant à la section « Notes et références ».
Pro Football Hall of Fame 1999
(en) Statistiques sur pro-football-reference
(en) Statistiques sur statscrew
Lawrence Julius Taylor, né le 4 février 1959 à Williamsburg en Virginie, est un joueur de football américain de la NFL. Dernier défenseur élu MVP, il est considéré comme l'un des plus grands joueurs défensifs de l'histoire de la ligue.

## Biographie

### Carrière sportive
En scolaire, Lawrence Taylor évolue au lycée Lafayette à Williamsburg (Virginie) puis en universitaire avec les North Carolina Tar Heels. Il rejoint les rangs professionnels en étant drafté au 1er tour (2e choix) par les Giants de New York en 1981.
Il est consideré comme l'un des plus grands linebackers de l'histoire de la NFL : sur 13 saisons avec les Giants, il est invité dix fois au Pro Bowl. À New York, il enregistre 132,5 sacks, 1 088 plaquages, 33 fumbles dont 10 recouverts et 9 interceptions. Il manque à ce total les 9,5 sacks de sa première saison (sacks non comptabilisés avant 1982).
En 1986, lors de sa meilleure saison, il réussit à inscrire 20,5 sacks, 105 plaquages, et deux fumbles ce qui lui vaut le titre de MVP de la saison, distinction que n'avait plus reçu un défenseur depuis Alan Page en 1971.
En 1988, dans un match contre les Saints de La Nouvelle-Orléans, Taylor, malgré une déchirure musculaire à l'épaule, réussit un match avec 7 plaquages, 3 sacks et 2 fumbles.
En 1994, Lawrence Taylor met un terme à sa carrière et est admis au Hall of Fame en 1999.

### En dehors du sport
Il joue dans le film d'Oliver Stone, L'Enfer du dimanche où il interprète Shark Lavay, un linebacker en fin de carrière, ainsi que dans The Comeback où il fait une courte apparition. En 2003 il apparaît dans le film In Hell avec Jean-Claude Van Damme où il interprète le rôle du détenu 451.
Il participe à l'émission américaine Dancing with the Stars. Il fait aussi une apparition dans les séries Mariés, deux enfants et Les Soprano.
Il apparaît aussi dans le film Waterboy avec Adam sandler
Taylor participe aussi à un combat de lutte à la WWE face à Bam Bam Bigelow, combat présenté lors de l'évènement Wrestlemania XI et qu'il remporte devant son équipe de Football.

## Récompenses
- MVP de NFL en 1986
- All-Pro (9) : 1981, 1982, 1983, 1984, 1985, 1986, 1987, 1988 et 1989.
- Pro Bowls (10) : 1982, 1983, 1984, 1985, 1986, 1987, 1988, 1989, 1990 et 1991.

## Prix et honneurs
- 1981 - Recrue de l'année
- 1981 - Défenseur recrue de l'Année
- 1981 - Défenseur MVP/Joueur de l'année
- 1982 - Défenseur MVP/Joueur de l'année
- 1986 - Défenseur MVP/Joueur de l'année
- 1986 - Meilleur joueur défensif de la NFC de l'année
- 1986 - MVP/Joueur de l'année
- 1990 - Élu au sein de la All-Decade Team (équipe de la décennie)
- Élu au sein de l'équipe des 75 ans de la NFL : NFL's 75th Anniversary Team
- Entrée au Hall of Fame en 1999